# Estupro
Estupro, coito forçado ou violação é um tipo de agressão sexual geralmente envolvendo relação sexual ou outras formas de penetração sexual realizados contra uma pessoa sem o seu consentimento. O ato pode ser realizado por força física, coerção, abuso de autoridade ou contra uma pessoa incapaz de oferecer um consentimento válido, tal como quem está inconsciente, incapacitado, com deficiência mental ou estando abaixo da idade de consentimento. O termo "estupro" é usado às vezes indistintamente do termo "agressão sexual".
A taxa de denúncia, processo e condenação por estupro varia entre as jurisdições. Internacionalmente, a incidência de estupros registrados pela polícia em 2008 variou, por 100 000 pessoas, de 0,2 no Azerbaijão a 92,9 em Botsuana, com 6,3 na Lituânia como média.
Em todo o mundo, a violência sexual, incluindo a violação, é cometida principalmente pelos homens contra as mulheres. O estupro por estranhos é geralmente menos comum do que o estupro por pessoas que a vítima conhece. Os estupros carcerários de homem contra homem e mulher contra mulher são comuns e possivelmente as formas menos denunciadas de estupro.
Violação generalizada e sistemática e escravidão sexual podem ocorrer durante conflitos internacionais. Estas práticas são crimes contra a humanidade e crimes de guerra. A violação é também reconhecida como um elemento do crime de genocídio quando cometido com a intenção de destruir, no todo ou em parte, um grupo étnico visado. 
As pessoas que foram estupradas podem ter trauma psicológico e desenvolver transtorno de estresse pós-traumático. Lesões graves — que podem incluir a morte — podem resultar juntamente com o risco de gravidez e de doenças sexualmente transmissíveis. 
A vítima pode enfrentar violência ou ameaças do violador e, em determinadas culturas, da sua própria família, da comunidade e das autoridades.

## Etimologia
"Estupro" procede do termo latino stuprum (ver: stuprum) ou ainda de stupure, significando "estupefato", ficar imóvel, ficar atônito.
"Violação" procede do termo latino violatione. ou ainda de violare: estragar, danificar, devastar, profanar.

## Definições

### Geral

Um mapa do mundo mostrando um índice composto sobre a violação de mulheres em 2018,consoante dados do WomanStats Project.
O estupro não é um problema grave nesta sociedade
O estupro é um problema nesta sociedade
O estupro é um problema significativo nesta sociedade
O estupro é um grande problema nesta sociedade
O estupro é endémico nesta sociedade
Sem dados

O estupro é definido na maioria das jurisdições como a relação sexual, ou outras formas de penetração, iniciadas por um perpetrador contra uma vítima sem o seu consentimento. A definição de estupro é inconsistente entre as organizações governamentais de saúde, a aplicação da lei, os profissionais de saúde e as profissões jurídicas. Tem variado histórica e culturalmente. Originalmente, "estupro" não tinha conotação sexual e ainda é usado em outros contextos no idioma inglês. Na Lei romana, estupro ou "raptus" era classificado como uma forma de "crimen vis", "crime de assalto". Raptus descrevia o rapto de uma mulher contra a vontade do homem sob cuja autoridade ela viveu, e a relação sexual não era um elemento necessário. Outras definições de estupro mudaram ao longo do tempo. Em 1940, um marido não podia ser acusado de estuprar sua esposa. Nos anos 50, em alguns estados, uma mulher branca que tivesse sexo consensual com um homem negro era considerado estupro.
Até 2012, o Federal Bureau of Investigation (FBI) ainda considerava estupro um crime cometido exclusivamente por homens contra mulheres. Em 2012, eles mudaram a definição de "O conhecimento carnal de uma mulher forçosamente e contra a sua vontade" para "A penetração, não importa quão leve, da vagina ou ânus com qualquer parte do corpo ou objeto, ou penetração oral por um órgão sexual de outra pessoa, sem o consentimento da vítima ". A definição anterior, que se manteve inalterada desde 1927, foi considerada obsoleta e estreita. A definição atualizada inclui o reconhecimento de qualquer gênero de vítima e agressor e que a violação com um objeto pode ser tão traumática quanto o estupro peniano/vaginal. A agência também descreve casos em que a vítima é incapaz de dar consentimento por causa de incapacidade mental ou física. Reconhece que uma vítima pode ser incapacitada por drogas e álcool e incapaz de consentimento. A definição não altera os códigos criminais federais ou estaduais ou a cobrança de impactos e processos a nível federal, estadual ou local; Isso significa que o estupro será mais bem relatado em todo o país.
O estupro pode ser:
- uma prática ligada à prostituição. Já que o estupro é definido como prática não consensual do sexo, uma mulher ou menina que não é prostituta por vontade própria, mas forçada por outras pessoas, é estuprada não somente pelos cafetões, mas também pelos clientes. O estupro de uma mulher, uma vez presa dentro do sistema de prostituição, é tolerado amplamente pela sociedade, mas quase nunca pela justiça. O estupro em massa de uma prostituta nova ou de uma menina em processo de transformação para ser prostituta é uma prática comum e, do ponto de vista dos traficantes e cafetões, absolutamente necessária para conseguir a sua transformação: a sociedade e os clientes sabem disso e frequentam e usam as prostitutas depois com a maior naturalidade.[carece de fontes?] Porém, a relação de um cliente com uma prostituta forçada é considerado crime por algumas associações e partidos políticos, mesmo se o cliente pague a devida taxa. A Alemanha e outros países europeus discutem até uma lei a respeito.

- estupro de homens contra homens. Estatísticas revelam que o estupro de homens contra homens é mais comum do que se imagina e apresenta baixo índice de denúncia: "homens sem voz" seriam milhares em todo o mundo, mas em especial em países nos quais as Instituições e a Justiça têm pouca eficácia. Para os homens, o estupro é tão humilhante quanto para as mulheres.[25][26][27][28]

- estupro de mulheres contra mulheres, a agressão ocorre quando uma mulher, manipula à força os órgãos sexuais da vítima, também mulher. A agressora o faz por meio de ação manual, sexo oral, introdução de dildos e outros objetos estranhos[29] ou tribadismo.[30][31][32] Uma pesquisa telefônica, realizada nos EUA em 2010 para os Centros de Controle e Prevenção de Doenças, constatou que 43,8% das lésbicas relataram ter sido estupradas, abusadas fisicamente ou assediadas em algum momento por um parceiro íntimo; destas, 67,4% relataram que o agressor (ou agressores) era mulher.[33]

## Prevenção de ataques sexuais
A violência sexual afeta todos os setores da sociedade, e membros de diferentes idade, e indivíduos do sexo masculino até, de modo que a resposta à violência sexual é integrante, e aproveita o conhecimento de muitas disciplinas, como educação, comunicação, política, medicina, epidemiologia, sociologia, psicologia, criminologia e economia. Para evitar a violência sexual, é essencial entender as circunstâncias e fatores de risco que influenciam sua aparência, bem como medidas de proteção aplicáveis. Muitos modelos teóricos diferentes foram propostos, com base em igualdade biológica, psicológica, cultural e de gênero e empoderamento das mulheres.
As ações de prevenção e resposta a diferentes formas de violência sexual podem ser divididas de acordo com seu enfoque:
- Enfoque individual.
- Enfoque da comunidade.
- Enfoque médico.
- Enfoque jurídico-legal.

Esses enfoques são explicados aqui abaixo:

### Enfoque individual
É o mais direto e imediato.
Não é possível permanecer completamente protegido contra agressões sexuais. Mais é útil saber quais medidas podem ser tomadas para ajudar a manter a segurança. Algumas recomendações para se proteger individualmente, são:
- Primeiro, qualquer pessoa teria sido aconselhada em sua sociedade de origem sobre o risco de ser atacada sexualmente e mais em caso de ter uma grave inferioridade, ignorância ou incapacidade.
- A possível vítima tem que evitar ficar sozinha com pessoas não conhecidas ou com quem não confia.
- Evitar tomar um transporte compartilhado sozinha.
- Evitar áreas abandonadas e e estar consciente de onde uma está e do que há ao redor. Além disso, é conveniente saber como são os arredores e perceber por onde escapar de lá para poder realizá-lo rapidamente se necessário.
- Mantenher o telefone celular carregado e consigo mesmo. Ter dinheiro ou cartões de crédito para pagar um táxi se necessário.
- Nas festas, ir com amigos, se possível, e, durante a festa, mantenher contato com alguém conhecido.
- Evitar beber demais e abrir as próprias bebidas. Não aceitar bebidas de alguém não conhecido. Mantenher a bebida por perto, já que alguém pode adicionar drogas lá. Se uma vítima pensa que foi drogado, ela teria que notificar um amigo, deixar a festa ou sair dessa situação, e obter ajuda imediatamente. Alguns tipos de bebidas são mais seguros porque sempre vêm em um recipiente de acesso coberto ou difícil. Existem estabelecimentos que oferecem copos com cobertura em sua parte superior.
- Conhecer alguém o suficiente antes de compartilhar um tempo sozinho. Ter as primeiras conversas em locais públicos.
- A vítima teria que estabelecer claramente quais atividades sexuais não deseja fazer se for pressionado para executá-las, e poderia até avisá-lo isso anteriormente.
- É possível chamar e mobilizar as pessoas ao redor.
- Também é possível ligar para um amigo ou parente para pedir ajuda.
- Algumas pessoas podem considerar participar de uma classe de defesa pessoal, que pode fortalecer sua auto-confiança e fornecer habilidades e estratégias úteis para diferentes situações.
- Existem instrumentos de defesa que podem ser usados para repelir uma agressão sexual, e, para isso, são especialmente conhecidos os sprays de gás pimenta.
- É possível tentar combater um agressor sexual, embora em certos casos isso poderia colocar a própria vida em risco, especialmente se o agressor está armado, mas às vezes impede o agressor de cometer o estupro, ou permite que a vítima fuja.

### Enfoque médico
Uma vítima de um ataque sexual pode requerer assistência médica. Para isso, é conveniente conhecer os principais números de telefone de emergência.

### Enfoque da comunidade
É baseado em campanhas e recursos organizados contra agressões sexuais, disponíveis em uma sociedade. É possível permitir espaços seguros nas escolas, trabalho e outros lugares. A segurança pode aumentar através de vigilâncias e regulamentos próprios. As vítimas podem ser protegidas em centros especialmente ativados para isso. Existem cursos para a prevenção de ataques sexuais e também de apoio psicológico e emocional para às vítimas e suas famílias. Meninas e mulheres mais velhas podem receber treinamento e recursos econômicos.
A intervenção dos transeuntes é intervir com segurança suficiente quando observam que alguém corre o risco de agressão sexual.

### Enfoque jurídico-legal
Os sistemas de justiça devem ter leis e procedimentos legais de alta extensão, com amplas definições de violação que incluam a situações como estupro dentro do casamento. Da mesma forma, as mulheres devem ter a possibilidade de escolher livremente o casamento, obter créditos, e possuir e administrar propriedades.
Outros métodos incluem o estabelecimento de sanções sérias contra aqueles que são condenados, e oferecer uma resposta de apoio energética às vítimas, alocando recursos e serviços médicos e jurídicos. Uma intervenção policial com garantias deve ser possível. As leis e políticas que discriminam as mulheres devem ser modificadas, para implementar políticas que buscam direitos iguais na participação política, educação, trabalho, seguridade social e nível de vida. É possível que a legislação e as políticas abordadas pelas grandes desigualdades socioeconômicas também diminuam outras formas de violência, e isso, por sua vez, contribuiria para reduzir a violência do casal e a violência sexual.

## Efeitos
Uma métrica utilizada pela Organização Mundial da Saúde (OMS) para determinar a gravidade das taxas globais de atividade sexual coercitiva e forçada foi a pergunta "Você já foi forçado(a) a ter relações sexuais contra a sua vontade?" Fazer essa pergunta produziu taxas de respostas positivas mais elevadas do que perguntar se já haviam sido abusados ou estuprados.
O relatório da OMS descreve as consequências do abuso sexual:
- Distúrbios ginecológicos
- Distúrbios reprodutivos
- Distúrbios sexuais
- Infertilidade
- Doença inflamatória pélvica
- Complicações na gravidez
- Aborto espontâneo
- Disfunção sexual
- Contração de infecção sexualmente transmissívels, incluindo HIV/AIDS
- Mortalidade por lesões
- Aumento do risco de suicídio
- Depressão
- Dor crônica
- Transtornos psicossomáticos
- Aborto inseguro
- Gravidez indesejada (ver Gravidez por estupro)[36]

### Emocional e psicológico
Frequentemente, as vítimas podem não reconhecer que o que lhes aconteceu foi um estupro. Algumas podem permanecer em negação por anos depois. É típica a confusão sobre se a experiência vivida configura ou não estupro, especialmente para as vítimas de estupro por coerção psicológica. As mulheres podem não identificar sua vitimização como estupro por diversas razões, como sentimentos de vergonha, constrangimento, definições legais não uniformes, relutância em definir o amigo/parceiro como estuprador ou porque internalizaram atitudes de culpabilização da vítima. O público frequentemente percebe esses comportamentos como "contraditórios" e, portanto, como evidência de uma mulher desonesta.
As vítimas podem reagir de maneiras que não antecipavam. Após o estupro, elas podem ficar desconfortáveis ou frustradas com suas reações e não as compreender.
A maioria das vítimas responde "congelando" ou tornando-se submissa e cooperativa durante o estupro. Estas são respostas comuns de sobrevivência de todos os mamíferos. Isso pode causar confusão tanto para os outros quanto para a pessoa agredida. Supõe-se que alguém que está sendo estuprado chamaria por ajuda ou lutaria. Uma luta resultaria em roupas rasgadas ou lesões.
A dissociação pode ocorrer durante o estupro. As memórias podem ser fragmentadas, especialmente imediatamente após o fato. Elas podem se consolidar com o tempo e com o sono. Um homem ou menino que é estuprado pode ser estimulado e até ejacular durante a experiência do estupro. Uma mulher ou menina pode ter orgasmo durante uma agressão sexual. Isso pode se tornar uma fonte de vergonha e confusão tanto para os agredidos quanto para aqueles que os cercam.
Os sintomas de trauma podem não se manifestar até anos após o estupro. Imediatamente após um estupro, o sobrevivente pode reagir externamente de diversas maneiras, desde se mostrar expressivo até se fechar; emoções comuns incluem angústia, ansiedade, vergonha, repulsa, desamparo e culpa. A negação não é incomum.
Nas semanas seguintes ao estupro, o sobrevivente pode desenvolver sintomas de síndrome de estresse pós-traumático e apresentar uma ampla gama de queixas psicossomáticas.:310
Os sintomas do TEPT incluem reviver o estupro, evitar coisas associadas ao estupro, entorpecimento e aumento da ansiedade e da resposta de sobressalto. A probabilidade de sintomas severos sustentados é maior se o estuprador confinou ou imobilizou a pessoa, se a vítima acreditava que o estuprador a mataria, se a vítima era muito jovem ou muito idosa e se o estuprador era alguém que ela conhecia. A probabilidade de sintomas severos sustentados também é maior se as pessoas ao redor do sobrevivente ignoram (ou desconhecem) o estupro ou culpam o sobrevivente pelo estupro.
A maioria das pessoas se recupera do estupro em três a quatro meses, mas muitas apresentam TEPT persistente, que pode se manifestar em ansiedade, depressão, abuso de substâncias, irritabilidade, raiva, flashbacks ou pesadelos. Além disso, os sobreviventes de estupro podem desenvolver, a longo prazo, transtorno de ansiedade generalizada, uma ou mais fobia específica, transtorno depressivo maior e podem enfrentar dificuldades para retomar sua vida social e seu funcionamento sexual. Pessoas que foram estupradas têm maior risco de suicídio.
Homens experimentam efeitos psicológicos semelhantes ao serem estuprados, mas são menos propensos a procurar aconselhamento.
Outro efeito do estupro e da agressão sexual é o estresse criado naqueles que estudam o estupro ou aconselham os sobreviventes. Isso é chamado de traumatização vicária.

### Físico
A presença ou ausência de lesão física pode ser usada para determinar se um estupro ocorreu.
Aqueles que sofreram agressão sexual, mas não apresentam trauma físico, podem estar menos inclinados a denunciar às autoridades ou procurar cuidados de saúde.
Embora o estupro penetrativo geralmente não envolva o uso de preservativo, em alguns casos um preservativo é utilizado. O uso do preservativo reduz significativamente a probabilidade de gravidez e de transmissão de doenças, tanto para a vítima quanto para o estuprador. As razões para o uso do preservativo incluem: evitar a contração de infecções ou doenças (particularmente o HIV), especialmente em casos de estupro de trabalhadoras do sexo ou em estupros em grupo (para evitar contrair infecções ou doenças de outros estupradores); eliminar evidências, dificultando a acusação (e proporcionando uma sensação de invulnerabilidade); dar a aparência de consentimento (em casos de estupro por conhecido); e a emoção decorrente do planejamento e do uso do preservativo como um acessório adicional. A preocupação com a vítima geralmente não é considerada um fator.

### Infecções sexualmente transmissíveis
Ver também
Aqueles que foram estuprados têm relativamente mais infecções do trato reprodutivo do que aqueles que não foram estuprados. O HIV pode ser transmitido por meio do estupro.
Contrair AIDS por meio do estupro coloca as pessoas em risco aumentado de problemas psicológicos. Contrair HIV por meio do estupro pode levar a comportamentos que criam risco de uso de drogas injetáveis. Adquirir infecções sexualmente transmissíveis aumenta o risco de contrair HIV.
A crença de que ter relações sexuais com uma virgem pode curar o HIV/AIDS existe em partes da África. Isso leva ao estupro de meninas e mulheres. A afirmação de que esse mito impulsiona tanto a infecção pelo HIV quanto o abuso sexual infantil na África do Sul é contestada pelos pesquisadores Rachel Jewkes e Helen Epstein.

### Culpar a vítima, vitimização secundária e outros maus-tratos

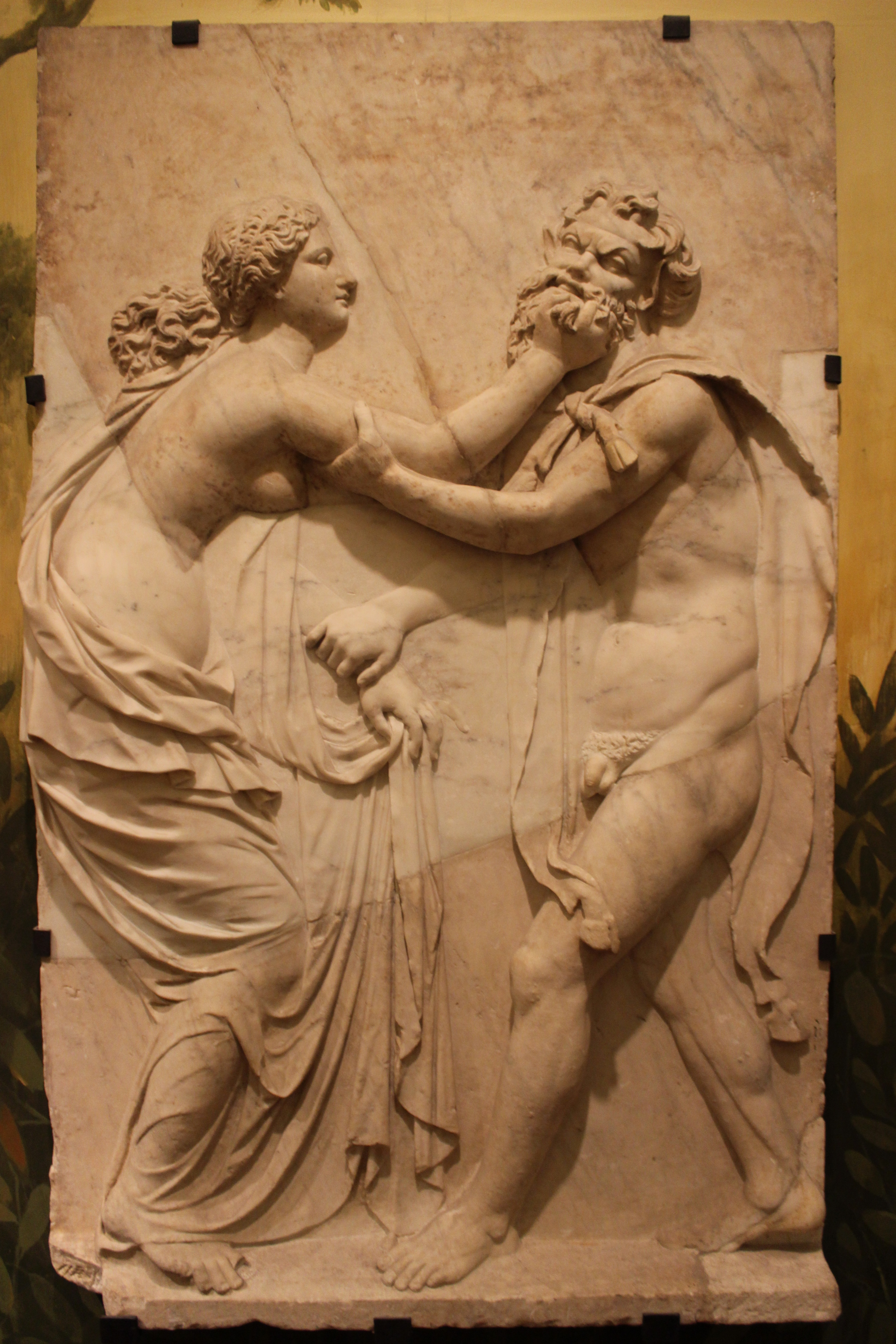
Um exemplo da resistência feminina idealizada: Nesta representação romana de uma luta entre uma Ninfa e um Sátiro (Museu Arqueológico Nacional de Nápoles), a Ninfa é mostrada resistindo vigorosamente às investidas sexuais do Sátiro, dando-lhe um soco na boca – a falta disso poderia ser interpretada como implicando consentimento.

O tratamento das vítimas pela sociedade tem o potencial de agravar seu trauma. Pessoas que foram estupradas ou agredidas sexualmente às vezes são culpadas e consideradas responsáveis pelo crime. Isso se refere à falácia do mundo justo e à aceitação de mitos do estupro de que certos comportamentos das vítimas (como estar embriagadas, flertar ou usar roupas sexualmente provocativas) podem incentivar o estupro. Em muitos casos, diz-se que as vítimas "pediram por isso" por não resistirem ao ataque ou por violarem as expectativas de gênero femininas. Uma pesquisa global sobre atitudes em relação à violência sexual pelo Fórum Global para a Pesquisa em Saúde mostra que os conceitos de culpabilização da vítima são pelo menos parcialmente aceitos em muitos países. Mulheres que foram estupradas às vezes são consideradas como tendo se comportado de maneira imprópria. Normalmente, essas são culturas onde existe uma divisão social significativa entre as liberdades e o status concedido aos homens e às mulheres.
"Vítimas de estupro são mais culpadas quando resistem ao ataque mais tarde durante o encontro do estupro, em vez de no início (Kopper, 1996), o que parece sugerir o estereótipo de que essas mulheres estão engajando em uma resistência simbólica (Malamuth & Brown, 1994; Muehlenhard & Rogers, 1998) ou seduzindo o homem porque concordaram com a experiência sexual até aquele ponto. Por fim, vítimas de estupro são mais culpadas quando são estupradas por um conhecido ou em um encontro, e não por um estranho (por exemplo, Bell, Kuriloff, & Lottes, 1994; Bridges, 1991; Bridges & McGr ail, 1989; Check & Malamuth, 1983; Kanekar, Shaherwalla, Franco, Kunju, & Pinto, 1991; L'Armand & Pepitone, 1982; Tetreault & Barnett, 1987), o que parece evocar o estereótipo de que as vítimas realmente desejam ter relações sexuais porque conhecem seu agressor e talvez até tenham saído com ele. A mensagem subjacente desta pesquisa parece ser que, quando certos elementos estereotipados do estupro estão presentes, as vítimas de estupro tendem a ser culpadas."
Comentadores afirmam: "os indivíduos podem endossar mitos do estupro e, ao mesmo tempo, reconhecer os efeitos negativos do estupro." Vários estereótipos de papéis de gênero podem desempenhar um papel na racionalização do estupro. Estes incluem a ideia de que o poder é reservado aos homens, enquanto as mulheres são destinadas ao sexo e à objetificação, que as mulheres desejam sexo forçado e ser dominadas, e que os impulsos e comportamentos sexuais masculinos são incontroláveis e devem ser satisfeitos.
Para as mulheres, culpar a vítima correlaciona-se com o medo. Muitas vítimas de estupro se culpam. Juradas podem olhar para a mulher na bancada de testemunhas e acreditar que ela fez algo para atrair o réu. Na cultura chinesa, culpar a vítima é frequentemente associado ao crime de estupro, pois espera-se que as mulheres resistam ao estupro usando força física. Assim, se ocorrer um estupro, considera-se que, pelo menos em parte, a culpa é da mulher e sua virtude é questionada.

#### Homicídios por honra e casamentos forçados
Em muitas culturas, aqueles que são estuprados correm um alto risco de sofrer violência adicional ou ameaças de violência após o estupro. Isso pode ser perpetrado pelo estuprador, por amigos ou parentes do estuprador. A intenção pode ser evitar que a vítima denuncie o estupro. Outras razões para as ameaças contra os agredidos são puni-los por denunciarem o fato ou forçá-los a retirar a queixa. Os parentes da pessoa que foi estuprada podem desejar evitar "trazer vergonha" para a família e podem também ameaçá-los. Este é especialmente o caso em culturas onde a virgindade feminina é altamente valorizada e considerada obrigatória antes do casamento; em casos extremos, as vítimas de estupro são mortas em homicídios por honra.

## Tratamento médico inicial
Se a vítima estuprada tem também ferimentos graves, é conveniente avisar rapidamente os serviços médicos de emergência.

## Cultura do estupro
Até 1975, época em que a feminista norte-americana Susan Brownmiller lançou seu livro Against Our Will: Men, Women, and Rape, obra esta que se tornaria um marco na defesa pelos direitos femininos, havia a ideia de que a mulher poderia ter contribuído com o estupro, caso não tivesse tentado resistir. Assim, até então, quando uma mulher era violentada, tinha de provar que havia tentado resistir.
Também levava-se em consideração a maneira como a vítima estava vestida e até mesmo sua vida pregressa. Considerava-se que se a mulher estivesse vestida de forma tida como provocante, isso seria uma atenuante para o agressor. Da mesma forma, se ela tivesse vários parceiros também. A obra de Susan Brownmiller, contudo, abordava o estupro como sendo uma forma de violência, poder e opressão masculina e não de desejo sexual. Segundo ela, o estupro seria uma forma consciente de manter as mulheres em estado de medo e intimidação.
A prática de violar as mulheres de um grupo conquistado tem permanecido uma característica de guerra e conquista desde o segundo milênio A.C.. até ao presente. É uma prática que, tal como a tortura de prisioneiros, tem sido resistente às reformas humanitárias e a sofisticados esquemas morais e éticos.
A violação de mulheres (e também homens) nos conflitos armados é uma arma de guerra, "tão eficaz como uma machete, um bastão ou uma Kalashnikov”.
Após a queda do Império Romano, muitas tribos da Ásia Central começaram a invadir a Europa, como os Hunos, Ávaros, Búlgaros, Magiares e Alanos. Essas tribos da Ásia Central subjugavam as tribos germânicas e eslavas locais da Europa, e muitas vezes tomavam as suas mulheres como escravas sexuais, tendo filhos com elas.
Tanto durante a era de Mubarak, como na época de Morsi e durante a ascensão de Abdul Fatah Khalil Al-Sisi, o Egito usou o abuso sexual como arma de guerra e submissão.

## Estupro e medicina preventiva
A médica sul-africana Sonnet Ehlers desenvolveu um preservativo feminino (conhecido como "camisinha antiestupro") que pode ajudar mulheres vítimas de tentativa de estupro.(ver: Preservativo feminino antiviolação)

## Estupros no Brasil
No Brasil, apesar de ser crime hediondo, o estupro é um crime com alto número de ocorrências.
Quantidade de estupros registrados no Brasil
Nota: Os dados acima não incluem os casos onde houve tentativa de estupro sem consumação do ato.
Isso se deve porque a definição legal de estupro no Brasil abrange um conceito mais amplo, consiste em: constranger alguém, mediante violência ou grave ameaça, a ter conjunção carnal ou a praticar ou permitir que com ele se pratique outro ato libidinoso.
Em 2015, o Brasil registrou uma média de 5 estupros a cada hora segundo o 10º Anuário Brasileiro de Segurança Pública, produzido pelo Fórum Brasileiro de Segurança Pública (FBSP), o país registrou, em 2015, 45 460 casos de estupro, sendo 24% deles nas capitais e no Distrito Federal. Apesar de o número representar uma retração de 4.978 casos em relação ao ano anterior, com queda de 9,9%, o FBSP mostrou que não é possível afirmar que realmente houve redução do número de estupros no Brasil, já que a subnotificação desse tipo de crime é extremamente alta. Um levantamento divulgado no Atlas da Violência em 2018, apontou que a maioria dos estupros registrados no Brasil foi contra crianças (menores de 13 anos).